# Lac Colhué Huapi
Le lac Colhué Huapi est un lac salé argentin, situé au sud de la province de Chubut. 
Il est alimenté par le río Senguerr, qui, après avoir formé le lac Musters, lui apporte directement ou indirectement la totalité de ses eaux. Il y a quelques décennies, le Colhué Huapi avait un émissaire, le río Chico qui recueillait le trop-plein de ses eaux pour les déverser dans le río Chubut. Mais à la suite d'un dessèchement de la région, ce n'est plus le cas aujourd'hui, et la totalité du débit entrant est actuellement évaporé. 
Sa superficie varie quelque peu en fonction de la pluviosité régionale périodique. Elle est actuellement de 81 000 hectares, soit 810 km2. Il est très poissonneux. À l'inverse du lac Musters, le Colhué Huapi est très peu profond (2 m en moyenne), ses eaux sont fort troubles (dû à l'argile sous-jacente qui cause une concentration élevée de sédiments suspendus). Quant à son lit, il parait avoir pour origine une combinaison de facteurs éoliens et d'affaissement.

## Dimensions
- Superficie : 810 km2
- Profondeur moyenne : 2 m
- Profondeur maximale : 5,5 m
- Longueur de ses rives : 220 km
- Volume d'eau contenu : 1,62 milliard de mètres cubes
- Superficie du bassin : 10 900 km2

## Utilité économique
Ses eaux, extrêmement troubles, lui confèrent une grande productivité pour la pêche. De ce fait, il fournit annuellement une centaine de tonnes de poissons pour la pêche commerciale, source de revenus pour les populations locales.

## Aspects écologiques
On peut le considérer comme un milieu argilotrophique. À ce titre, il présente un intérêt écologique particulier. Quoiqu'on y ait introduit diverses espèces exotiques comme des Salmonidés, on doit noter la présence de trois espèces autochtones de poisson, dont une perche, Percichthys colhuapiensis et deux espèces en voie de disparition, un poisson-chat, Olivaichthys viedmensis et un Galaxiidae, Galaxias platei. Tout comme son voisin, le lac Musters, son équilibre est gravement menacé par l'utilisation abusive des eaux de son seul tributaire, le Senguerr, notamment par l'industrie pétrolière.